# George Stewart, VIII conte di Galloway
George Stewart, VIII conte di Galloway (24 marzo 1768 – 27 marzo 1834) è stato un ammiraglio e politico scozzese.

## Biografia
Era il figlio di John Stewart, VII conte di Galloway, e della sua seconda moglie, Anne Dashwood, figlia di Sir James Dashwood. Studiò alla Westminster School prima di intraprendere una carriera nella Royal Navy.

## Carriera

### Carriera militare
Entrò in marina in tenera età, dove servì come guardiamarina, sotto il comando di suo zio, il commodoro Keith Stewart, nella Battaglia di Dogger Bank nel mese di agosto 1781, e anche nel Grande assedio di Gibilterra nel 1782. Nel 1789 è stato promosso a tenente, in servizio nella fregata HMS Vulcan nel Mediterraneo. Ritornò in Inghilterra nei primi mesi del 1790, quando venne nominato comandante della fregata HMS Vulcan. Fu promosso a vice capitano il 30 aprile 1793, e subito dopo è stato nominato alla fregata HMS Winchelsea, servendo nelle Indie Occidentali e dove rimase ferito durante l'Invasione della Guadalupa nell'aprile 1794.
Nel 1795 ha preso il comando della fregata HMS Lively, succedendo a Sir John Jervis al comando della flotta del Mediterraneo. Ha servito nella zona fino alla Battaglia di Capo San Vincenzo, nel febbraio 1797.
Nei primi mesi del 1801 venne trasferito sulla HMS Bellerophon. A seguito del rinnovo delle ostilità nel maggio 1803 ha comandato sulla HMS Ajax, e si sedette nel Consiglio dell'Ammiragliato (maggio 1805-febbraio 1806). È stato promosso ad ammiraglio il 22 luglio 1830.

### Carriera politica
Oltre alla sua carriera militare, Galloway si sedette anche come un membro del Parlamento. Prima è stato eletto per la circoscrizione di Saltash (1790-1795), poi per Cockermouth il 22 luglio 1805, e poi si sedette per Haslemere (1806-1834). In seguito alla morte del padre, prese il suo posto nella Camera dei lord.
Ha servito come Lord luogotenente di Kirkcudbright (26 dicembre 1794-1807 e 1820-1828), e di Wigtown (28 marzo 1807-1828). È anche stato vicepresidente del Consiglio di Agricoltura nel 1815.

## Matrimonio
Sposò, il 18 aprile 1797, Lady Jane Paget (1777-30 giugno 1842), figlia di Henry Paget, I conte di Uxbridge. Ebbero otto figli:
- Lady Jane Stewart (29 marzo 1798-12 ottobre 1844), sposò George Spencer-Churchill, VI duca di Marlborough, ebbero quattro figli;
- Lady Caroline Stewart (1799-1857)
- Randolph Stewart, IX conte di Galloway (16 settembre 1800-2 gennaio 1873);
- Lady Louisa Stewart (1804-5 maggio 1889), sposò William Duncombe, II barone Feversham, ebbero sei figli;
- Arthur Stewart (1805-1806);
- Alan Stewart (1807-1808);
- Lady Helen Stewart (1810-1813);
- Keith Stewart (3 gennaio 1814-15 settembre 1879), sposò Mary Caroline Fitzroy, ebbero nove figli.

## Morte
Morì il 27 marzo 1834.

## Ascendenza
|                                         |                 |                                      | Genitori                                    |  |  | Nonni |  |  | Bisnonni                           |  |  | Trisnonni                                |  |
|                                         |                 |                                      |                                             |  |  |       |  |  | James Stewart, V conte di Galloway |  |  | Alexander Stewart, III conte di Galloway |  |
|                                         |                 |                                      |                                             |  |  |       |  |  | James Stewart, V conte di Galloway |  |  | Alexander Stewart, III conte di Galloway |  |
|                                         |                 | lady Mary Douglas                    |                                             |  |  |       |  |  | James Stewart, V conte di Galloway |  |  |                                          |  |
| Alexander Stewart, VI conte di Galloway |                 |                                      |                                             |  |  |       |  |  | James Stewart, V conte di Galloway |  |  |                                          |  |
|                                         |                 | lady Catherine Montgomerie           | Alexander Montgomerie, IX conte di Eglinton |  |  |       |  |  |                                    |  |  |                                          |  |
|                                         |                 | lady Catherine Montgomerie           | Alexander Montgomerie, IX conte di Eglinton |  |  |       |  |  |                                    |  |  |                                          |  |
|                                         |                 | lady Catherine Montgomerie           | Margaret Cochrane                           |  |  |       |  |  |                                    |  |  |                                          |  |
| John Stewart, VII conte di Galloway     |                 | lady Catherine Montgomerie           |                                             |  |  |       |  |  |                                    |  |  |                                          |  |
|                                         |                 | John Cochrane, IV conte di Dundonald | John Cochrane, II conte di Dundonald        |  |  |       |  |  |                                    |  |  |                                          |  |
|                                         |                 | John Cochrane, IV conte di Dundonald | John Cochrane, II conte di Dundonald        |  |  |       |  |  |                                    |  |  |                                          |  |
|                                         |                 | John Cochrane, IV conte di Dundonald | lady Susanna Douglas-Hamilton               |  |  |       |  |  |                                    |  |  |                                          |  |
| lady Catherine Cochrane                 |                 | John Cochrane, IV conte di Dundonald |                                             |  |  |       |  |  |                                    |  |  |                                          |  |
|                                         |                 | lady Anne Murray                     | Charles Murray, I conte di Dunmore          |  |  |       |  |  |                                    |  |  |                                          |  |
|                                         |                 | lady Anne Murray                     | Charles Murray, I conte di Dunmore          |  |  |       |  |  |                                    |  |  |                                          |  |
|                                         |                 | lady Anne Murray                     | Catherine Watts                             |  |  |       |  |  |                                    |  |  |                                          |  |
| George Stewart, VIII conte di Galloway  |                 | lady Anne Murray                     |                                             |  |  |       |  |  |                                    |  |  |                                          |  |
|                                         | Robert Dashwood | sir Robert Dashwood, I baronetto     |                                             |  |  |       |  |  |                                    |  |  |                                          |  |
|                                         | Robert Dashwood | sir Robert Dashwood, I baronetto     |                                             |  |  |       |  |  |                                    |  |  |                                          |  |
|                                         | Robert Dashwood | Penelope Chamberlayne                |                                             |  |  |       |  |  |                                    |  |  |                                          |  |
| sir James Dashwood, II baronetto        | Robert Dashwood |                                      |                                             |  |  |       |  |  |                                    |  |  |                                          |  |
|                                         |                 | Dorothy Read                         | sir James Reade, II baronetto               |  |  |       |  |  |                                    |  |  |                                          |  |
|                                         |                 | Dorothy Read                         | sir James Reade, II baronetto               |  |  |       |  |  |                                    |  |  |                                          |  |
|                                         |                 | Dorothy Read                         | Love Dring                                  |  |  |       |  |  |                                    |  |  |                                          |  |
| Anne Dashwood                           |                 | Dorothy Read                         |                                             |  |  |       |  |  |                                    |  |  |                                          |  |
|                                         |                 | Edward Spencer                       | John Spencer                                |  |  |       |  |  |                                    |  |  |                                          |  |
|                                         |                 | Edward Spencer                       | John Spencer                                |  |  |       |  |  |                                    |  |  |                                          |  |
|                                         |                 | Edward Spencer                       | Anne Rivett                                 |  |  |       |  |  |                                    |  |  |                                          |  |
| Elizabeth Spencer                       |                 | Edward Spencer                       |                                             |  |  |       |  |  |                                    |  |  |                                          |  |
|                                         |                 | Anne Baker                           | …                                           |  |  |       |  |  |                                    |  |  |                                          |  |
|                                         |                 | Anne Baker                           | …                                           |  |  |       |  |  |                                    |  |  |                                          |  |
|                                         |                 | Anne Baker                           | …                                           |  |  |       |  |  |                                    |  |  |                                          |  |
|                                         |                 | Anne Baker                           |                                             |  |  |       |  |  |                                    |  |  |                                          |  |